# Nijō Munemoto
Nijō Munemoto est un nom japonais traditionnel ; le nom de famille (ou le nom d'école), Nijō, précède donc le prénom (ou le nom d'artiste).
Nijō Munemoto (二条 宗基, 8 juin 1727-9 février 1754), fils de Kujō Yukinori et fils adopté de Nijō Munehira, est un kugyō (noble de cour) japonais de l'époque d'Edo (1603-1868). Il a deux fils, Nijō Shigeyori (二条 重良, 1751-1768) et Nijō Harutaka. Comme Shigeyori meurt jeune, Munemoto adopte Harutaka pour fils.

## Source de la traduction
- (en) Cet article est partiellement ou en totalité issu de l’article de Wikipédia en anglais intitulé « Nijō Munemoto » (voir la liste des auteurs).